# В името на вярата
„В името на вярата“ е студиен албум на Лили Иванова, издаден през 2010 г. от звукозаписна компания StefKos Music на компактдиск под каталожен номер SM1010055. Албумът се състои от 16 песни, от които осем нови песни, шест инструментала и две песни в нова версия. Хитове от албума са „Бялата птица“, „За тебе бях“ и „Искам любов“.

## Екип

### Музикален
- Пиано, тромпет, саксофон: Огнян Енев
- Китара: Бисер Иванов
- Цигулка: Огнян Цветанов
- Вокали: Ани Лозанова, Йорданка Илова, група „032“

### Технически
- Записите са осъществени в студиата „HIT HOUSE“, „Рей“ и „Мадар“.
- Тонрежисьори: Емил Бояджиев (студио „HIT HOUSE“), Александър Попов (студио „Рей“), Марио Балтаджиев (студио „Мадар“)
- Мастеринг: Емил Бояджиев

### Други
- Продуцент: Лили Иванова
- Фотограф: Васил Къркеланов
- Грим: Кирил Чалъков
- Коса: „FETISH“
- Графичен дизайн: Иво Кирков
- Издател и разпространител: „StefKos Music“